# Oomph! (álbum)
Oomph! es el primer álbum de la banda alemana Oomph!, y fue lanzado en 1992 y contiene 10 canciones, y estas fueron escritas en alemán e inglés. Para la promoción de este disco, contó con el lanzamiento de su primer sencillo "Ich bin Du" lanzado en 1991, ya luego en 1992 publicarían "Der neue Gott", esta canción se convirtió en un hit. También existe una versión del CD en la cual se incluye una versión alternativa de "Der neue Gott" cantada enteramente en alemán como pista extra.
El álbum fue relanzado en el 2004 junto a los otros 4 álbumes siguientes publicados con Dynamica, incluyéndoles pistas extras, como remixes y demos inéditos.

## Lista de canciones
| N.º | Título                        | Traducción             | Duración |  |
| 1.  | «Mein Herz»                   | Mi corazón             | 3:55     |  |
| 2.  | «Me inside you»               | Yo dentro de ti        | 4:59     |  |
| 3.  | «Der neue Gott»               | El nuevo Dios          | 4:42     |  |
| 4.  | «No Heart No Pain»            | Sin corazón, sin dolor | 3:40     |  |
| 5.  | «Breathe»                     | Respira                | 4:15     |  |
| 6.  | «Gleichschritt»               | Marca el paso          | 5:39     |  |
| 7.  | «Under Pressure»              | Bajo presión           | 3:58     |  |
| 8.  | «Wir leben»                   | Estamos vivos          | 3:21     |  |
| 9.  | «Purple skin»                 | Piel púrpura           | 4:20     |  |
| 10. | «Ich bin du»                  | Yo soy tú              | 6:13     |  |
| 11. | «Der Neue Gott (Bonus Track)» | El nuevo Dios          | 4:38     |  |